# Шевчук Олексій Анатолійович
Олексій Анатолійович Шевчук (нар. 13 липня 1985, Київ) — військовослужбовець, український адвокат, журналіст, до березня 2021 року керуючий партнер адвокатського об'єднання «Barristers». Відомий участю в резонансних кримінальних справах Олега Бахматюка, Геннадія Корбана, Ярослава Кашуби, Віктора Развадовського, Олександра Онищенка, Борислава Розенблата, Віталія Кличка, Ярослава Дубневича, Юлії Світличної, Дениса Любченка та інших.

## Біографія
Народився 13 липня 1985 року в Києві. Закінчив спеціалізовану школу № 155 у місті Києві з поглибленим вивченням англійської мови, під час навчання в якій проходив стажування в штаб-квартирі НАТО за запрошенням Генерального секретаря НАТО Джорджа Робертсона.
У 2007 році отримав диплом магістра права Київського національного економічного університету ім. Вадима Гетьмана за спеціальністю «Правознавство».
23 лютого 2022 року під науковим керівництвом Шемшученка Юрія Сергійовича — директора Інституту держави і права імені В. М. Корецького НАН України, завідувача відділу конституційного права та місцевого самоврядування, доктора юридичних наук, професора, академіка НАН України, академіка Академії правових наук України захистив дисертацію під назвою «Конституційно-правові засади нормотворчості центральних органів виконавчої влади» і здобув науковий ступінь доктора філософії в Інституті держави і права ім. В. М. Корецького НАН України за спеціальністю «право», спеціалізація — конституційне право.
2017—2021 заочно навчався в Київській православній богословській академії за спеціальністю «богослів'я»
У 2023 році розпочав навчання за спеціальністю «міжнародне право» у магістратурі Українського вільного університету, що розташований у Мюнхені, Баварія, Німеччина

## Професійна діяльність
Трудову діяльність розпочав під час навчання у ВНЗ. 2004—2005 р. працював на посаді менеджера з зовнішньої економічної діяльності JSC «Lysoform». 2006—2007 р. — на посаді менеджера з фінансової діяльності та юристконсультанта та начальника юридичного відділу LLC «Fourway» та LLC «Karges».
2007—2014 р. працював на посаді юрисконсульта та начальника юридичного відділу державного управління справами Президента України Державне підприємство „Держпостачання“.
25 листопада 2010 року отримав Свідоцтво про право на зайняття адвокатською діяльністю.
У 2009 році спільно з колегами заснував юридичне агентство „Шевчук та партнери“, в результаті злиття якого з адвокатським об'єднанням „Пономаренко і партнери“ було утворено 10 жовтня 2017 року нове адвокатське об'єднання „Barristers“.
Входить до експертної ради з питань дотримання трудових прав при Представникові Уповноваженого Верховної Ради України з прав людини з питань дотримання соціально-економічних та гуманітарних прав
На початку 2015 року балотувався на посаду Голови НАБУ На початку 2017 року був кандидатом на посаду Голови Національної поліції України. Увійшов в першу десятку претендентів і на цьому етапі зняв свою кандидатуру . 31 травня 2017 року став фіналістом конкурсу щодо обрання директора Координаційного центру системи безоплатної правової допомоги Міністерства юстиції України.
6 липня 2017 року рішенням Київської міської ради Шевчука обрано представником громадськості до складу поліцейських комісій Департаменту патрульної поліції Національної поліції України.
Був першим, хто зібрав адвокатську спільноту для захисту учасників Євромайдану
Одним з перших дав правову оцінку законів 16 січня за що був підданий жорсткій критиці активістів, після звинувачень останніх в подвійних стандартах щодо обрання суддів нового Верховного суду.
З 2013 року є арбітражним керуючим
В 2018 році обрано до складу Консультаційної ради освітньої платформи Legal High School. Входив до складу експертного журі LIGA ZAKON AWARDS 2019. Ініціатор створення ЗМІ в сфері судової журналістики Судовий репортер
Обрано членом правління Українського національного комітету Міжнародної Торгової Палати — International Chamber of Commerce Ukraine
Під час Російського воєнного вторгнення в Україну 2022 року як офіцер запасу повернувся до служби у Збройні сили України та очолив Координаційний центр з питань доставки гуманітарної допомоги при Львівській обласній військовій адміністрації. За час діяльності на посаді координатора центру неодноразово був відзначений подяками разом з начальником Львівської обласної військової адміністрації Максимом Козицьким та його заступником Юрієм Холодом з боку керівництва багатьох військових адміністрацій міст України.
У 2023 — Фіналіст конкурсу до Вищої ради правосуддя за квотою Президента України.
6 листопада 2023 року очолив Комітет Національної асоціації адвокатів України з питань інформаційної політики та взаємодії із засобами масової інформації та став спікером НААУ.

## Участь у резонансних кримінальних процесах
Ім'я адвоката Олексія Шевчука стало відомо після участі у ряді резонансних справ, рішення по яких були на користь підзахисних.
У найбільш резонансній справі Корбана Олексій Шевчук був призначений як державний адвокат від Центру безплатної правової допомоги але згодом став одним із головних захисників Корбана.
- Справа Геннадія Корбана — українського бізнесмена[5]
- Справа Кашуби Ярослава — голови Державної служби зайнятості[47]
- Справа Олександра Чепурного  — директора Департаменту Держсанепідемслужби України[48]
- Справа В'ячеслава Платона — віце-президента ради директорів банків „Молдиндконбанк“ та „Инвестприватбанк“[49]
- Справа Іллі Киви — керівника Департаменту протидії наркозлочинності Нацполіції України, радника міністра МВС України[50]
- Справа Ємельянова Артура — судді Вищого господарського суду України[51]
- Справа Лозового Василя — в.о. голови Дарницької РДА[52]
- Справа Первушиної Олени  — голови Голосіївського суду[53]
- Справа Заступника начальника контррозвідки СБУ[54]
- Справа Развадовського Віктора — генерал-полковника міліції, народного депутата України[8]
- Справа Олександра Онищенка — народного депутата України[9][10][11]
- Справа Борислава Розенблата — народного депутата України[55][56][57]
- Справа Олексія Святогора — догхантера — Олексій Шевчук разом зі своїми партнерами увійшли в процес представниками потерпілої сторони[58][59]
- Справа Володимира Рубана — керівника штабу Громадської організації „Офіцерський корпус“[60]
- Справа Віталія Кличка — українського боксера[14]
- Справа Ярослава Дубневича — народного депутата України[15]
- Справа Олега Бахматюка — власника UkrLandFarming та VAB Банку[61]
- Справа Юлії Світличної — колишньої голови Харківської обласної державної адміністрації[16] та інших.

## Громадська діяльність
За час своєї професійної діяльності набув членства в таких організаціях:
- Асоціації правників України, голова комітету з трудового права Асоціації правників України;
- Міжнародної асоціації Адвокатів;
- Асоціації адвокатів України, голова Комітету з захисту прав адвокатів[62];
- Комітет з міжнародних зв'язків Національної асоціації адвокатів України;
- Комітет з питань адвокатської етики Національної асоціації адвокатів України;
- Всеукраїнське об'єднання правників „Маємо право“, заступник голови правління[63];
- Асоціація експортерів та імпортерів, голова Ради Асоціації[64].
- Громадська рада при Державній службі України з питань захисту персональних даних, член громадської ради[65] протягом 2011—2015 років — припинено повноваження у зв'язку з ліквідацією служби.
- Українська асоціація міжнародного права[66]
- У 2017 і 2018 роках брав участь у виборах РГК НАБУ, проте безуспішно[67][68][69].
- У 2019 році Шевчука Олексія прийняли до Association of Certified Fraud Examiners (ACFE) — Асоціації сертифікованих експертів з шахрайства[en], яка є найбільшою у світі організацією з боротьби з шахрайством і є основним центром послуг з навчання та боротьби з шахрайством.
- У 2020 році затверджено головою Комісії з питань захисту бізнесу Українського національного комітету Міжнародної Торгової Палати — ICC Ukraine[70]

## Наукова діяльність
Шевчук Олексій є автором значної кількості статей в юридичних виданнях таких як: „Юридическая практика“, „Правовий тиждень“, „Юрист та Закон“, активним учасником міжнародних науково-практичних конференцій

## Політична діяльність
- Позаштатний радник (2014—2015 роки) Міністра екології та природних ресурсів Ігоря Шевченка;
- Кандидат в народні депутати України на позачергових парламентських виборах від політичної партії „Мерітократична партія України“ в одномандатному виборчому окрузі № 212, проведених 26 жовтня 2014 року[19];
- Кандидат в депутати на проміжних виборах до Київської міської ради у виборчому окрузі № 8, проведених 25 січня 2015 року;
- Кандидат в депутати на чергових місцевих виборах до Київської міської ради від політичної партії „Спільна дія“ у виборчому окрузі № 20, проведених 25 жовтня 2015 року[74];
- 12 серпня 2020 року призначений радником Віце-прем'єр-міністра України — Міністра з питань стратегічних галузей промисловості України[75] Уруського Олега Семеновича[76]
- Кандидат в депутати Київської міської ради від політичної партії Український Демократичний Альянс за Реформи» («УДАР») у виборчому окрузі № 7 на місцевих виборах, що відбулись 25 жовтня 2020 року[77].
- З 21 грудня 2020 року по 24 січня 2022 року був радником з правових питань Київського міського голови Віталія Кличка[78][79].
- Був радником Міністра розвитку економіки, торгівлі та сільського господарства України[3] Ігоря Петрашко.
- Був радником генерального директора Українського інституту інтелектуальної власності Андрія Кудіна[3]

## Журналістська діяльність
Автор та ведучий проекту «Особистий доказ» на каналі Обозреватель TV
Ініціатор створення та співведучий проекту щодо аналізу та альтернативного розслідування резонансних злочинів на YouTube-каналі «Центр»
Ведучий телевізійних проектів кіностудії України Film.UA «Злочин та Кара», «Судові справи», «Сімейний суд»
Ведучий телевізійної передачі на телеканалі «Київ» під назвою «Громадська приймальня» (блок «Юридична консультація»): Інститут спадщини: від «А» до «Я», Сімейні спори: Як не опинитися з дитиною на вулиці, Захист від незаконного затримання поліцією, Правовий захист учасника АТО в Україні.
Ведучий телевізійного проекту ДокаZ та співведучий проекту «Між своїми» на телеканалі ZIK. Проект ДокаZ — це аналітичне пояснення, коментар, юридична точка зору на впроваджувані в Україні закони та реформи, а також події, що їх супроводжують.
Радіоведучий, автор культурно-соціального проекту, серії програм про історію Києва — «Міські історії» на Радіо Київ 98 FM
Виступає як експерт у програмі «Свобода слова» [Архівовано 31 серпня 2017 у Wayback Machine.] на телеканалі ICTV.
Разом з Ілля Новіков (адвокат Надії Савченко) ведучий майстер-класу «Адвокатська промова — візитна картка адвоката».
Автор книги «ДокаZ: Відверто про державні органи України», в яку увійшли топ-33 розмов з українськими політиками такими як Ольга Богомолець, Сергій Тарута, Ігор Мосійчук, Роман Насіров, Михайло Добкін, Олександр Вілкул, Міхеіл Саакашвілі, Сергій Власенко, Володимир Омелян та багатьма іншими.

## Скандали та інциденти
У серпні 2018 року Олексія Шевчука в російськомовних виданнях були розтиражовані анонімні звинувачення в отриманні мимо каси каналу ZIK 50 тисяч доларів від екс-голови Державної фіскальної служби України Романа Насірова за лояльне спілкування в ході ефіру передачі ДокаZ від 2 серпня 2018 року Олексій Шевчук відкидав ці звинувачення, а для більшої переконливості пройшов перевірку на детекторі брехні..
22 серпня 2018 року Олексій Шевчук став фігурантом конфлікту навколо назви «Судовий репортер», яку одночасно використовувала газета і сайт О.Шевчука (https://sud-report.com.ua/ [Архівовано 10 грудня 2019 у Wayback Machine.], з 2018 року), а також сайт Ірини Салій (https://sud-report.org.ua/ [Архівовано 12 листопада 2018 у Wayback Machine.], починаючи з грудня 2017). При цьому Салій має пріоритет по класу МКТП № 41, а Шевчук — по класах № 16, 35 і 38, оскільки використовує цю назву також для громадської спілки, громадської організації та товариства з обмеженою відповідальністю.
Двічі російськомовні ЗМІ повідомляли про інциденти з автівкою О.Шевчука — а саме ДТП та спробу невідомої особи проникнути в автівку.
У жовтні 2020 Вища кваліфікаційна комісія суддів (ВККС) не допустила адвоката Олексія Шевчука до конкурсу до Вищого антикорупційного суду.
У липні 2019 першим публічно заявив про те, що політичної партії «Слуга народу» не існує.
Олексій Шевчук звинуватив оточення президента України Володимира Зеленського в фальсифікації конкурсу на посаду Керівника Державного управління справами, в якому він брав участь особисто і дійшов до фіналу майже з максимальним результатом. Він заявив, що якби не фальсифікації, то він би мав обійняти посаду Керівника Державного управління справами президента України. З приводу фальсифікацій подано позов до суду щодо скасування указу президента про призначення Борзова, а також буде відкрито кримінальні провадження щодо переможця конкурсу Сергія Борзова і членів конкурсної комісії
У відношенні до тестя адвоката Шевчука була вчинена провокація хабаря посадовими особами військової прокуратури, в результаті якої представники прокуратури згодом відмовились від обвинувачень, але під час участі Шевчука в конкурсі на посаду члена Вищої кваліфікаційної комісії суддів України цей компромат намагались використати проти нього.
У лютому 2020, після того, як Олексій Шевчук зі своїми колегами прийняв захист Дніпровської міської ради та мера міста Дніпро Бориса Філатова у справі про захист ділової репутації від розповсюдження неправдивої інформації пресслужбою СБУ В Дніпропетровській області, він звернувся щодо забезпечення його та колег державною охороною в зв'язку з погрозами вбивством.
Під час проведення виборів депутатів до Київської міської ради, що відбулись 25 жовтня 2020 року, Олексія Шевчука звинуватили у зриві підрахунку голосів
У червні 2021, після того, як адвокатом Олексієм Шевчуком та журналістом Олександром Шатнім було викрито схему заволодіння землями Київської області нардепом Олександром Дубінським та його людьми, почались стеження та проникнення у домоволодіння дружини адвоката Шевчука. Після цього Шевчук вийшов у публічну площину і звернувся із заявою до правоохоронних органів на Дубінського. Під час пресконференції соратником Дубінського — депутатом Київської обласної ради Ігорем Колтуновим було завдано тілесних ушкоджень речниці радника київського міського голови з правових питань Олексія Шевчука Олені Ларіній.
17 лютого 2023 року кваліфікаційно-дисциплінарна комісія адвокатури Київської області позбавила Олексія Шевчука свідоцтва про право на зайняття адвокатською діяльністю на три місяці за порушення адвокатської етики та образу колеги Масі Найєма . Цьому передували взаємні звинувачення О.Шевчука та М.Найєма у безконтрольному виїзді водіїв фур через систему «Шлях», а безпосередньою причиною рішення комісії став пост О.Шевчука у фейсбуці від 11 лютого 2022 року. Іншою можливою причиною рішення вважають подану О.Шевчуком заяву до НАЗК щодо передачі в оренду частини парку «Наталка» на Оболоні і наявність конфлікту інтересів щодо цього рішення у мера Києва В.Кличка.
В результаті порушень під час проведення конкурсу з добору кандидатів для здійснення Президентом України призначення на посаду члена Вищої ради правосуддя, що був оголошений 31.07.2022 року, голова конкурсної комісії Сергій Очеретний склав повноваження 4 жовтня 2023 року. Новообраним головою комісії став Захар Тропін, після чого було оголошено конкурс повторно. Олексій Шевчук серед претендентів на посаду члена ВРП по квоті Президента
Після публічного викриття Голови Ради адвокатів Київської області у зв'язках з Януковичем Олексію Шевчуку зупинили дію свідоцтва адвоката. Олексій Шевчук оскаржив це рішення.
У вересні 2024 року відбулось рейдерське захоплення приймальні Олексія Шевчука в Оболонському районі, в результаті якої його помічниця Ларіна шляхом публічних звинувачень намагалась захопити вплив над Радою мешканців будинків Оболоні. Дана кампанія співпала з атакою відомих блогерів Лаченкова та Федорів на Шевчука проти лобіювання останнім змін в законодавство проти заборони ототожнення адвокатів та клієнтів.

## Нагороди
- 2017 — нагорода від Ради адвокатів Київської області Національної асоціації адвокатів України «за професіоналізм, майстерність та мудрість».
- 2018 — Орден Святого Миколи Чудотворця[137]
- 2018 — «Адвокат року 2018» в номінації «Кращий ведучий ТВ програми»[138][139]
- 2018 — Орден Святого Юрія Переможця[140]
- 2019 — увійшов до міжнародного рейтингу «The Legal 500»[141][142]
- 2019 — «Адвокат року 2019» в номінації «Краща ТВ-програма на юридичну тематику»[143]
- 2019 — за заслуги перед Помісною Українською Православною Церквою та за жертовність і любов до України нагороджено медаллю Святого Архістратига Михаїла[144]
- 2020 — включено до міжнародного рейтингу Choice International Criminal Bar Association як одного з найбільш конкурентоспроможних та досвідчених юристів[145]
- 2020 — визнано одним із кращих юристів по кримінальному захисту в Україні за версією Міжнародного рейтингового агентства «Best Lawyers»[146]
- 2021 — увійшов до міжнародного рейтингу «The Legal 500» як один із ведучих партнерів АО «Barristers»[147][148]

- 2023 — нагороджено іменною подякою міського голови міста Кременчук за вагомий внесок у боротьбу з агресором та подолання наслідків військової агресії рф[149]
- 2024 — нагороджено почесною подякою секретаря Координаційного штабу з питань поводження з військовополоненими Головного управління розвідки Міністерства оборони України бригадного генерала Дмитра Усова[150]